# Phainippos (Archon 490/489 v. Chr.)
Phainippos (Φαινίππος) war ein antiker griechischer Politiker und athenischer Archon eponymos im Jahr 490/489 v. Chr.
Das Archontat des Phainippos ist durch drei Quellen belegt. Das wohl älteste Zeugnis findet sich in der vor 325 v. Chr. verfassten Athenaion politeia, unabhängig von der Frage, ob es sich hierbei um ein Werk des Aristoteles selbst oder eines seiner Schüler handelt. Des Weiteren nennt die wahrscheinlich 264/263 v. Chr. erstellte Parische Chronik Phainippos als zweiten Archonten dieses Namens. Schließlich erwähnt Plutarch sein Archontat. Alle drei Quellen schreiben, dass Phainippos Archon war, als die Athener in der Schlacht bei Marathon den persischen Großkönig Dareios I. besiegten. Diese Schlacht fand im Spätsommer oder Herbst des Jahres 490 v. Chr. statt. Plutarch stützt seine Aussage übrigens ausdrücklich auf Autopsie der sehr langen öffentlichen Archontenliste Athens, um eine Angabe des Demetrios von Phaleron zu widerlegen, der zufolge Aristeides von Athen im Jahr der Schlacht Archon gewesen sei. Laut Plutarch war dieser aber erst im Jahr nach der Schlacht Archon. Sein Name wird entsprechend im Fragment einer Archontenliste ergänzt, die allerdings nur [Φαιν]ίπ[πος], in der nächsten Zeile [Ἀρ]ιστ[είδες] bietet. Offen bleibt die Frage, ob der von Plutarch erkannte und in der Archontenliste genannte Aristeides der athenische Feldherr oder ein Namensvetter war.
Francis Cairns vermutet, dass Phainippos dem athenischen Priestergeschlecht der Kerykes angehörte, die sich auf den ersten Priester der Demeter in Eleusis, Keryx, zurückführten. Auch Ernst Badian sieht Phainippos als Mitglied einer herausragenden athenischen Familie, deren Mitglieder auch später noch als politische Akteure nachweisbar sind.